# اوژن اکمان
اوژن اکمان (به انگلیسی: Eugen Ekman) ژیمناست زادهٔ ۲۷ اکتبر ۱۹۳۷ میلادی اهل کشور فنلاند است.